# Danh sách hãng chế tạo động cơ máy bay
Đây là một danh sách các hãng chế tạo động cơ máy bay, liệt kê cả các hãng không còn tồn tại. Những hãng danh tiếng sẽ được in đậm.

## A
- ABC Motors —  Anh Quốc
- ADC —  Anh Quốc
- Aero Adventure Aviation —  Hoa Kỳ
- Aerojet —  Hoa Kỳ
- Aeromarine —  Hoa Kỳ
- Aeronca —  Hoa Kỳ
- Aerosport -  Hoa Kỳ
- Agusta -  Ý
- Air Cooled Motors -  Hoa Kỳ
- Airdisco —  Anh Quốc
- Alfa Romeo —  Ý
- AlliedSignal -  Hoa Kỳ
- Allison Engine Company —  Hoa Kỳ
- Alvis —  Anh Quốc
- Antoinette —  Pháp
- Argus —  Đức
- Armstrong Siddeley —  Anh Quốc
- Aspin —  Anh Quốc
- Austro-Daimler —  Áo
- Avia —  Tiệp Khắc
- Aviadvigatel -  Nga

## B
- Beardmore —  Anh Quốc
- Bentley —  Anh Quốc
- Benz —  Đức
- BHP —  Anh Quốc
- Blackburn —  Anh Quốc
- BMW —  Đức
- Bramo —  Đức
- Bristol Engine Company —  Anh Quốc
- Bristol Siddeley —  Anh Quốc
- British Anzani Engine Company —  Anh Quốc
- Bücker —  Đức
- Buick —  Hoa Kỳ

## C
- Carden —  Anh Quốc
- Centurion —  Đức
- CFM International -  Hoa Kỳ /  Pháp
- Chevrolet —  Hoa Kỳ
- Chrysler —  Hoa Kỳ
- Cirrus —  Anh Quốc
- Clerget —  Pháp
- CNA -  Ý
- Colombo —  Ý
- Commonwealth Aircraft Corporation —  Úc
- Continental Motors —  Hoa Kỳ
- Coventry Climax —  Anh Quốc
- Coventry Victor —  Anh Quốc
- Curtiss-Wright —  Hoa Kỳ
- Curtiss —  Hoa Kỳ

## D
- Daimler-Benz —  Đức
- de Havilland —  Anh Quốc
- DeltaHawk -  Hoa Kỳ
- Douglas —  Hoa Kỳ
- CitiGlobalConnection —  Ấn Độ

## E
- Elizalde —  Tây Ban Nha
- Engine Alliance —  Hoa Kỳ
- EADS -  Liên minh châu Âu

## F
- Farman Aviation Works —  Pháp
- Fiat —  Ý
- Ford Motor Company —  Hoa Kỳ
- Ford Motor Company —  Hoa Kỳ
- Franklin Engine Company —  Hoa Kỳ

## G
- Garrett AiResearch —  Hoa Kỳ
- Gas Turbine Research Establishment —  Ấn Độ
- GE-Aviation —  Hoa Kỳ
  - GE Honda Aero Engines —  Hoa Kỳ
- German Aircraft GmbH —  Đức
- General Motors —  Hoa Kỳ
- Glushenkov —  Nga /  Liên Xô
- Gnome —  Pháp
- Gnome et Rhône —  Pháp
- Green — Bản mẫu:Country data United kingdom
- Guiberson —  Hoa Kỳ

## H
- Hall-Scott —  Hoa Kỳ
- Heinkel-Hirth —  Đức
- Hindustan Aeronautics —  Ấn Độ
- Hirth —  Đức
- Hiro (Quân xưởng Hải quân) -  Nhật Bản
- Hispano-Suiza —  Pháp
- Hispano-Suiza —  Tây Ban Nha
- Hitachi —  Nhật Bản
- Honeywell —  Hoa Kỳ

## I
- IA —  Argentina
- International Aero Engines ////
- Công nghiệp nặng Ishikawajima-Harima—  Nhật Bản
- Isotta-Fraschini —  Ý
- Ivchenko —  Nga /  Liên Xô

## J
- Jacobs —  Hoa Kỳ
- Junkers —  Đức
- Jabiru —  Úc

## K
- Kawasaki Heavy Industries —  Nhật Bản
- Kinner —  Hoa Kỳ
- Klimov —  Nga /  Liên Xô
- Klöckner-Humboldt-Deutz —  Đức
- Kuznetsov —  Nga /  Liên Xô

## L
- Lawrance —  Hoa Kỳ
- Le Rhône —  Pháp
- LHTEC —  Hoa Kỳ
- Liberty —  Hoa Kỳ
- Limbach Flugmotoren —  Đức
- Lorraine —  Pháp
- Lotarev —  Nga /  Liên Xôon
- Avco Lycoming —  Hoa Kỳ
- Lyul'ka —  Nga /  Liên Xô

## M
- Maybach —  Đức
- McCulloch —  Hoa Kỳ
- Mercedes —  Đức
- Metropolitan-Vickers —  Anh Quốc
- Microturbo —  Ý
- Mitsubishi —  Nhật Bản
- Oberursel —  Đức
- Motor-Sich -  Ukraina
- Motorlet —  Cộng hòa Séc
- MTR (MTU/Turbomèca/Rolls-Royce) -  Liên minh châu Âu
- MTU Aero Engines —  Đức

## N
- Nakajima —  Nhật Bản
- Napier & Son —  Anh Quốc

## O
- Orenda —  Canada

## P
- Packard —  Hoa Kỳ
- Piaggio —   Ý
- Piaggio-Lycoming -  Hoa Kỳ /   Ý
- Pobjoy Airmotors —  Anh Quốc
- Power Jets —  Anh Quốc
- Praga -  Cộng hòa Séc
- Praha-Jinonice —  Cộng hòa Séc
- Praha-Liben —  Cộng hòa Séc
- Pratt & Whitney Canada —  Canada
- Pratt & Whitney —  Hoa Kỳ
- PZI —  Ba Lan
- PZL —  Ba Lan

## R
- Ranger —  Hoa Kỳ
- Reaction Motors —  Hoa Kỳ
- Renault —  Pháp
- Ricardo-Halford —  Anh Quốc
- Righter —  Hoa Kỳ
- Rockwell -  Hoa Kỳ
- Rolls-Royce North America —  Hoa Kỳ
- Rolls-Royce —  Anh Quốc
- Rotax —  Áo
- Rotec Engineering —  Úc
- RotorWay International -  Hoa Kỳ
- Royal Aircraft Factory -  Anh Quốc

## S
- Saab —  Thụy Điển
- Salmson —  Pháp
- SCEMM —  Pháp
- Schmidding —  Đức
- Scott —  Anh Quốc
- Shvetsov —  Nga /  Liên Xô
- Siddeley —  Anh Quốc
- Siemens AG —  Đức
- Siemens-Halske —  Đức
- Skoda Works —  Cộng hòa Séc
- Snecma Moteurs —  Pháp
- Soloviev —  Nga /  Liên Xô
- SPA —  Ý
- Studebaker —  Hoa Kỳ
- Sunbeam —  Anh Quốc
- Svenska —  Thụy Điển

## T
- Techspace Aero —  Bỉ
- Thielert —  Đức
- Tokyo Gasu Denki —  Nhật Bản
- Train —  Pháp
- Tumansky —  Nga /  Liên Xô
- Turbomèca —  Pháp
- Turbo-Union —  Đức

## V
- Volvo Aero —  Thụy Điển

## W
- Walter —  Đức
- Walter Engines -  Cộng hòa Séc
- Warner —  Hoa Kỳ
- Westinghouse —  Hoa Kỳ
- Williams International —  Hoa Kỳ